# Оушеана (окръг, Мичиган)
Окръг Оушеана (на английски: Oceana County) е окръг в щата Мичиган, Съединени американски щати. Площта му е 3385 km², а населението - 26 873 души (2000). Административен център е град Харт.